# سدیم هیپوکلریت
سدیم هیپوکلریت(به انگلیسی: Sodium hypochlorite) ماده ای شیمیایی با فرمول NaClO است.شکل محلول این ماده به عنوان سفیدکننده و با نام تجاری آب ژاول عرضه می‌شود.
سدیم هیپوکلریت بر خلاف کلسیم هیپو کلریت ضد عفونی کننده زیادی بالایی ندارد و نمیتواند جایگزین آن در ضد عفونی آب شرب و استخر شنا قرار بگیرد . در کشورهای گوناگون با نام‌های مختلف نیز شناخته می‌شود. مانند  وایتکس بلیچ٬ واروکینا و آموکینا که بسته به غلظت آن به نام‌های تجاری گوناگون در بازار موجود است.
در درمان ریشه (عصب کشی) دندان جهت شستشوی کانال دندان نیز از این ماده استفاده می‌گردد.